# Timur Lenk
Timur Lenk (født 8. april 1336, død 19. januar 1405) var en krigsherre, der levede i Centralasien og blev grundlægger af det timuridiske dynasti, der bestod i henved fem hundrede år. Han samlede et meget stort område. Kulturen kom til at blomstre i store dele af Centralasien, men i forbindelse med sine erobringer har han ry for at være en grusom tyran. Historikere anslår, at hans felttog kostede 17 millioner livet.
Hans navn var egentlig Timur-i Lenk, som betyder "den halte jernmand". Hans navn skrives på mange måder, hvoraf især det latiniserede Tamerlane (eller Tamerlan) er udbredt.
Selv om tilnavnet blev givet ham af modstandere, så var det et korrekt navn: Da forskere fra den Sovjetiske Arkæologiske Kommission åbnede hans grav i 1941, fandt de skelettet af en mand, som må have været lam i højre ben og højre arm, men ikke desto mindre med en kraftfuld fysik og en for hans folk usædvanlig højde.

## Slægt og opvækst
Timur Lenk er født i Shakrisazbs nær ved Samarkand i det nuværende Usbekistan i et område, hvor folk talte tyrkisk og nogle – blandt andet Timurs slægt – var konverteret til islam. Han nedstammede fra mongolske krigere, der var draget vestpå i forbindelse med styrkelsen af det store mongolske imperium. Han betragtede sig selv som efterkommer af den store mongolske krigsherre Djengis Khan.
Hans far var af krigerslægt, men foretrak at studere og endte med at gå i islamisk kloster. For Timurs opdragelse betød det, at han ikke blev særlig god til de traditionelle udendørs aktiviteter, der gav status i samfundet, men i stedet viste han sig som en opmærksom læser af Koranen.

## Vejen til magten
Omkring 1360 udmærkede han sig imidlertid som militær leder, idet han deltog i felttog. Timur fortsatte som leder af invasionen af Khorasan i det nuværende østlige Iran, og da den også blev en succes, fik han flere lignende opgaver. Området var omstridt af flere parter, men selv om Timurs oprindelige herre blev myrdet, klarede han sig med held gennem de skiftende magtforhold.
Da den magtfulde Tughluk Timur, der havde erobret store dele af Centralasien, døde, gav det Timur Lenk muligheden for at komme til magten i Samarkand i 1369. Han brugte om sig selv betegnelsen "emir" – fyrste, men var nok reelt mere "khan" – krigsherre.

## Ekspansion
Fra han kom til magten og til sin død i 1405, var Timur Lenk næsten konstant involveret i krige eller angrebstogter. Mod vest og nordvest nåede hans erobringer til det Kaspiske Hav og floderne Ural og Volga, og i den forbindelse havde han drabelige kampe mod Den Gyldne Horde, der var en tartar-stat mod nord. Mod sydvest indtog han hele Persien. Mange af hans felttog var med til at give ham ryet for at være grusom, idet han ganske enkelt arrangerede massakrer, hvis en by eller et område gjorde modstand. Disse massakrer var med til, at de fleste byer overgav sig frivilligt, og så led de sjældent større overlast.
I hans felttog mod Indien i 1398 blev han i særlig grad kendt for grusomhed. Landet var mærket af borgerkrige, men Timur mødte alligevel stor modstand på vejen til Delhi. Den blev forholdsvis let indtaget, og hans hære lagde stort set byen øde. Det er uklart, om ødelæggelserne skete på Timurs befaling, men i hvert fald drog han tilbage til Samarkand med enorme mængder plyndringsgods. Det er nævnt, at han blandt andet tog halvfems elefanter med, der slæbte sten til en moske i Samarkand.
En af Timurs mest markante modstandere i slutningen af sit liv var Bayezid, sultanen af det Osmanniske Rige (Tyrkiet). Denne ekspanderede mod øst i Anatolien og stødte mod Timur Lenk. Timur drog mod vest og erobrede Aleppo, Damaskus og Baghdad med meget store massakrer. En af følgerne blev, at han officielt blev erklæret som fjende af Islam.
Han stødte sammen med Bayezid ved Ankara i Anatolien i 1402. Ved et mægtigt slag 20. juli besejrede Timur Bayezid og tog ham til fange. Begrundelsen for Timurs invasion i Anatolien var at genskabe det seljukkiske herredømme, som han så som de retmæssige herskere over området.
Timur Lenks sidste store projekt var at genskabe det mongolske herredømme i Kina, idet Ming-dynastiet havde fordrevet mongolerne i anden halvdel af det 14. århundrede. Længe havde han sendt gaver til kejserdømmet, men i slutningen af 1404 tog han fat på sin store plan om at genskabe den mongolske magt. Han nåede imidlertid ikke så langt, da han døde af sygdom få måneder efter starten på felttoget.
Ved sin død kontrollerede Timur Lenk et område svarende nogenlunde til det nuværende Iran, Afghanistan, Pakistan, Irak, Kuwait, Turkmenistan, Usbekistan og Tadjikistan, større dele af Tyrkiet, Syrien og Kasakhstan samt mindre dele af Rusland, Indien og Kina. Efter hans død gik riget snart i opløsning, selv om hans yngste søn Shah Rukh som hans direkte efterfølger holdt sammen på en stor del af riget et stykke tid.
Timur Lenk blev gravsat i et stort mausoleum i Samarkand, der er en stor turistattraktion.

## Timur Lenk og kunst
Timur Lenk blev ud over som krigsherre også kendt som kunstelsker, og under hans herredømme blev Samarkand beriget med mange arkitektoniske mesterværker. Også litteratur, miniaturemaleri og kalligrafi havde hans bevågenhed og blomstrede under hans regime.

## Historisk perspektiv
At det lykkedes Timur Lenk at erobre så stort et område har historikerne flere forklaringer på. For det første var de forskellige riger rundt om hans kerneområde i varierende grad i opløst af magtkampe og borgerkrige. Det havde Timur et godt blik for, men også et effektivt efterretningsvæsen var af betydning. For det andet hærgede den sorte død mange af områderne. For det tredje var Timur Lenk tilsyneladende en fremragende feltherre, der også benyttede sig af de krigsteknik, som han stødte på i de erobrede områder. Det drejer sig f.eks. om belejringsmaskiner og krigselefanter.
Timur Lenk yndede at pege på sin relation til mongolerne og især Djengis Khan. På det militære område levede han ganske godt op til sit forbillede, men til at få et imperium til at fungere havde han langt fra de evner, som Djengis Khan besad. Derfor faldt riget forholdsvis hurtigt fra hinanden efter hans død, og eftertiden har først og fremmest set ham som ødelægger, der både var ansvarlig for, at store byer blev lagt i ruiner, og for at frugtbare, men sparsomt beboede områder blev lagt øde og forvandledes til ørken.